# Nodio
Nodio también conocido como Observatorio Nodio es un Observatorio de la desinformación y la violencia simbólica en medios de prensa  y plataformas digitales.
Nodio es una línea de trabajo de la Defensoría del Público de la República Argentina que fue lanzado el 8 de octubre del año 2020  y busca estudiar la desinformación en las redes sociales y en los medios de prensa. El proyecto fue lanzado por la Defensoría del Público de Servicios de Comunicación Audiovisual a cargo de la periodista Miriam Lewin.

## Historia
Observatorio Nodio es creado bajo la Defensoría del Público de Servicios de Comunicación Audiovisual (órgano instituido por la ley 26.522 en la esfera del Poder Legislativo) en octubre del año 2020.
El propósito final del Observatorio Nodio es poder estudiar los discursos violentos y la desinformación en las redes sociales, para crear dicho observatorio la Defensoría del Público se basó en el Secretario General de las Naciones Unidas, Antonio Guterres quien en mayo del año 2019 firmó un documento con la siguiente cita: 

«El discurso público se está convirtiendo en un arma para cosechar ganancias políticas con una retórica incendiaria que estigmatiza y deshumaniza a las minorías… El odio se está generalizando, tanto en las democracias liberales como en los sistemas autoritarios y con cada norma que se rompe se debilitan los pilares de nuestra común humanidad»
(Secretario General de las Naciones Unidas António Guterres, Mayo 2019).

De este modo el observatorio estatal de Argentina Nodio busca estudiar la desinformación:

«El discurso del odio, la desinformación y las noticias maliciosas promueven la polarización social y la violencia colectiva, avasallan el derecho a estar informado, degradan el debate público y amenazan la democracia»
(Miriam Lewin Defensoría del Público, 8 de octubre de 2020).

El documento firmado por la titular de la Defensoría del Público, Miriam Lewin, fue pensado como "una línea de trabajo que contará con la participación de plataformas digitales, universidades, comunicadores, sindicatos, cámaras empresarias, empresas de comunicación y miembros de la sociedad civil". Además, la defensora afirmó que el observatorio nace como parte de una respuesta a los reclamos de la sociedad en cuanto a la proliferación de "mensajes cargados de violencia y desinformación en redes sociales y en medios".

## Servicios
Estudio de las estrategias argumentativas de noticias maliciosas y la identificación de sus operaciones de difusión. violencia simbólica y la desinformación en el ámbito de la radio, televisión y redes sociales .

## Críticas y controversias
Críticas
Las mayores críticas de dicho programa estatal fue formulado por  la sociedad Interamericana de Prensa, que en un comunicado rechazó que exista un observatorio de medios gubernamental en Argentina  argumentando que existe un  “oscuro propósito”. En la carta de rechazo el presidente del organismo de prensa sostuvo que:

«lamentamos que una vez más un gobierno argentino, como lo han intentado otros gobiernos en el país en varias épocas, busca juzgar la conducta y los criterios editoriales de los medios, decidiendo que es bueno o malo para la sociedad»
(Christopher Barnes,13 de Octubre de 2020).

El presidente de la Comisión de Libertad de Prensa e Información expresó que la creación de este programa estatal en Argentina busca en realidad suprimir la libertad de prensa y expresión. También se usara hostigar a los medios e implementar formas de censura
El diputado argentino y presidente de la Unión Cívica Radical Alfredo Cornejo crítico la puesta del observatorio Nodio considerando que  "es un ataque a la libertad de expresión" y que "el control a los medios de comunicación de la mano de un organismo del Estado es gravísimo" El partido político Juntos por el Cambio calificaron el acto de crear organismo como  "el primer paso hacia el Ministerio de la Verdad" y de "cepo para controlar a la prensa". Mientras que la Asociación de Entidades Periodísticas Argentinas expresó el domingo 11 de octubre su preocupación por la creación

«la instauración de este tipo de órganos de vigilancia desde el Estado conlleva un riesgo cierto de que estos sean utilizados como método sutil de disciplinamiento o represalia por motivaciones ajenas a los principios que dicen promover. La propia conformación del panel de presentación, con la casi totalidad de sus integrantes identificados con un sector político claramente determinado, es un indicio de ello”. 
Una cosa son las iniciativas provenientes de la sociedad civil para promover el análisis crítico de los contenidos que circulan en el ecosistema digital. Otra muy distinta sucede cuando este tipo de propuestas provienen de organismos públicos, que perfectamente pueden utilizar estos mecanismos de «observación» como una suerte de censura indirecta, estigmatizando opiniones diferentes y abriendo una peligrosa puerta para la consumación de conductas aun más graves, como persecuciones y criminalizaciones de la libre expresión»
(Asociación de Entidades Periodísticas Argentinas, comunicado 13 de octubre de 2020).

La periodista y conductora Cristina Pérez  en su programa de radio  sostuvo que el observatorio Nodio es un avance desde el Gobierno de Argentina contra la libertad de expresión,  que esta garantizada por la Constitución y sin la cual no hay democracia.
Controversias
Ante las controversias la Defensoría del Público argumentó que lo que busca en realidad es frenar los discursos de odio y la desinformación en las redes sociales y en los medios de comunicación
Luego de que la oposición política en Argentina pidiera el Información sobre el programa estatal Nodio, los Diputados opositores al gobierno de Alberto Fernández tomaron la decisión de denunciar en la justicia a Miriam Lewin y pedir su declaración frente al Congreso de la Nación Argentina. Según los diputados Lewin esta actuando como "Policía del pensamiento al crear el observatorio Nodio"